# Henry Bathurst, 8. Earl Bathurst

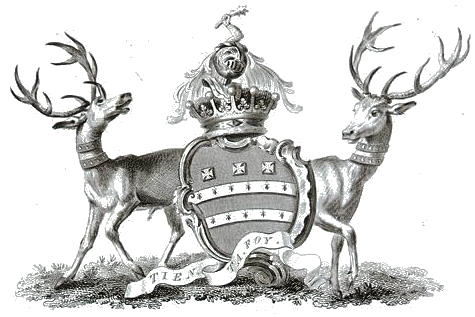
Wappen der Earls Bathurst

Henry Allen John Bathurst, 8. Earl Bathurst, DL (* 1. Mai 1927; † 16. Oktober 2011) von 1942 bis 1943 bekannt als Lord Apsley, war ein britischer Peer, Soldat und Politiker der Conservative Party. Er war in jüngerer Zeit vor allem für eine Auseinandersetzung mit Prinz William bekannt.

## Leben und Karriere
Bathurst wurde als ältester Sohn von Allen Bathurst, Lord Apsley und dessen Frau Violet Bathurst, Lady Apsley (geb. Meeking) geboren und besuchte das Eton College, das Ridley College in St. Catharines, Ontario, sowie das Christ Church der University of Oxford. Nachdem sein Vater 1942 im Zweiten Weltkrieg gefallen war, erbte er 1943 die Titel seines Großvaters Seymour Bathurst, 7. Earl Bathurst.
Bathurst trat 1948 ins Militär ein und diente bei den 10th Royal Hussars und später den Royal Gloucestershire Hussars.

## Mitgliedschaft im House of Lords
Mit dem Titel des Earl Bathurst erbte er auch den damals damit verbundenen Sitz im House of Lords, den er aus Altersgründen erst später antreten konnte. Seine Antrittsrede hielt er am 2. Juni 1960.
Später übernahm er unter Harold Macmillan politische Ämter als Lord-in-Waiting (Whip der Regierung im House of Lords) von 1957 bis 1961 und als einer von mehreren Unterstaatssekretären im Innenministerium von 1961 bis 1962.
Mit Inkrafttreten des House of Lords Act 1999 verlor er seinen erblichen Parlamentssitz.

## Weitere Ämter und Ehrungen
Er war von 1960 bis 1986 Deputy Lieutenant von Gloucestershire.

## Wirken in der Öffentlichkeit
Der 2003 Sunday Times Rich List zufolge stand er auf Platz 904 gemeinsam mit mehreren anderen.
Bathurst war im Sommer 2003 in eine Auseinandersetzung mit Prinz William verwickelt. Den genannten Quellen zufolge ereignete sich der Vorfall auf dem Anwesen von Bathurst, der einen Land-Rover-Geländewagen fuhr, als Prinz William nach dem Polospiel im Club Bathurst in einem VW Golf überholte. Bathurst war sich über die Identität des Fahrers im Unklaren und war wütend über das, was er sah, was er als eine rücksichtslose Missachtung der Verkehrsregeln beschrieb. Bei seinem Versuch mit dem Prinzen mitzuhalten, wurde Bathurst schließlich vom Sicherheitsteam des Prinzen aufgehalten.
Im Gespräch mit der BBC sagte Bathurst, dass „es Regeln im Polo-Club über das Fahren auf dem Bathurst-Familienanwesen gebe und Leute sich daran halten sollten.“ Das Clarence House sprach ihm gegenüber eine formale Entschuldigung aus, zu einer Verletzung war es nicht gekommen.

## Familie
Bathurst heiratete am 20. März 1959 Judith Mary Nelson, sie ließen sich 1976 scheiden. Zusammen hatten sie drei Kinder:
- Allen Christopher Bertram Bathurst, Lord Apsley, * 11. März 1961[1]
- Lady Henrietta Mary Lilias Bathurst, * 17. Oktober 1962[1]
- Hon. Alexander Edward Seymour Bathurst, * 8. August 1965[1]

Er heiratete am 17. Januar 1978 Gloria Wesley Clarry, Tochter von Harold Edward Clarry († 1982).
Bathurst starb am 16. Oktober 2011 im Alter von 84 Jahren.

## Titel
- The Hon. Henry Bathurst (1927–1942)
- Lord Apsley (1942–1943)
- The Rt Hon. The Earl Bathurst (1943–2011)